# Більбаоська діоцезія
Більба́оська діоце́зія (лат. Dioecesis Flaviobrigensis; ісп. Diócesis de Bilbao) — діоцезія римського обряду Католицької церкви в Іспанії, з центром у місті Більбао.  Входить до складу Бургоської церковної провінції. Суфраганна діоцезія Бургоської архідіоцезії. Заснована 2 листопада 1949 року. Голова — єпископ Більбаоський. Центральний храм — Більбаоський собор.  Площа — 2,193 км². Населення — 1,172,900 ос.; з них католики — 1,146,400 ос. (97.7%). Чинний голова — Маріо Ісета Гавікагогеаскоа, єпископ Більбаоський.

## Єпископи
- Хосе Ангель Сайс Менесес

## Статистика
Згідно з «Annuario Pontificio» і Catholic-Hierarchy.org:
| Рік  | Населення | Населення | Населення | Священики | Священики | Священики | Священики           | Диякони | Ченці    | Ченці | Парафії |
| Рік  | католики  | загалом   | %         | загалом   | секулярні | ченці     | вірних на священика | Диякони | чоловіки | жінки | Парафії |
| ---- | --------- | --------- | --------- | --------- | --------- | --------- | ------------------- | ------- | -------- | ----- | ------- |
| 1950 | 549.960   | 550.160   | 100,0     | 954       | 704       | 250       | 576                 |         | ?        | ?     | 213     |
| 1959 | 718.187   | 718.710   | 99,9      | 1.197     | 795       | 402       | 599                 |         | 1.019    | 3.311 | 245     |
| 1969 | ?         | 1.000.396 | ?         | 1.303     | 799       | 504       | ?                   |         | 1.210    | 3.452 | 232     |
| 1980 | 1.203.502 | 1.229.000 | 97,9      | 1.220     | 720       | 500       | 986                 |         | 850      | 3.900 | 300     |
| 1990 | 1.100.000 | 1.185.270 | 92,8      | 976       | 496       | 480       | 1.127               |         | 896      | 2.450 | 300     |
| 1999 | 1.000.000 | 1.150.000 | 87,0      | 955       | 438       | 517       | 1.047               | 4       | 716      | 1.611 | 299     |
| 2000 | 1.000.000 | 1.141.407 | 87,6      | 952       | 427       | 525       | 1.050               | 4       | 724      | 1.525 | 299     |
| 2001 | 1.000.000 | 1.141.390 | 87,6      | 945       | 420       | 525       | 1.058               | 4       | 720      | 1.525 | 298     |
| 2002 | 1.000.000 | 1.139.012 | 87,8      | 926       | 401       | 525       | 1.079               | 4       | 719      | 1.525 | 298     |
| 2003 | 1.000.000 | 1.133.444 | 88,2      | 885       | 385       | 500       | 1.129               | 4       | 669      | 1.525 | 297     |
| 2004 | 1.000.000 | 1.129.805 | 88,5      | 819       | 369       | 450       | 1.221               | 4       | 569      | 1.620 | 297     |
| 2006 | 1.006.197 | 1.136.181 | 88,6      | 780       | 360       | 420       | 1.289               | 1       | 506      | 1.310 | 298     |
| 2012 | 1.146.400 | 1.172.900 | 97,7      | 655       | 308       | 347       | 1.750               | 4       | 447      | 1.155 | 298     |
| 2015 | 1.109.887 | 1.144.214 | 97,0      | 565       | 278       | 287       | 1.964               | 6       | 379      | 996   | 297     |